# Sulayman ben al-Arabí
Sulayman ben al-Arabí (en árabe: سليمان بن يقظان الكلبي الأعرابي‎) fue valí de Barcelona antes de 777 hasta el 780. Su linaje gobernó Barcelona unos quince años.
En 777 envió una embajada a Carlomagno, a la dieta de Paderborn, ofreciéndole su sumisión, junto a la de Husayn de Zaragoza y Abu Taur de Huesca. Carlomagno marchó hacia Zaragoza el año 778, y una de las columnas del ejército cruzó por los Pirineos catalanes, uniéndose a ella las fuerzas que enviaba Sulayman desde Barcelona.
Al llegar a Zaragoza, el valí Husayn rehusó someterse a Carlomagno, del que parece que sólo quería la alianza contra Córdoba, y se excusó alegando que él no había prometido la sumisión ni nada concreto personalmente y que Sulayman lo había malinterpretado. Carlomagno acusó a Sulayman de haberlo engañado. Zaragoza fue sitiada, pero después de un mes, sin perspectivas de éxito, Carlomagno se retiró, tomando como rehenes a Sulayman y otros andalusíes notables de su bando.
Durante la retirada, el ejército franco fue atacado por los vascones en Navarra central, probablemente instigados por los hijos de Sulayman, Aysun y Matruh ben Sulayman al-Arabí. Como represalia, Carlomagno atacó Pamplona. Después el ejército continuó hacia el paso de Roncesvalles, donde fue aniquilado por los vascones y por los fieles a Aysun y Matruh, el 15 de agosto de 778 en la Batalla de Roncesvalles, consiguiendo los dos hermanos liberar a su padre, el cual se quedó en Zaragoza, enviando a su hijo Matruh a gobernar Barcelona (con Gerona) en su nombre.
En el año 780, Sulayman fue asesinado por su aliado Husayn de Zaragoza.
| Predecesor: ? | Valí de Barxiluna 777-778 | Sucesor: Matruh ben Sulayman al-Arabí |

- Datos: Q3032210